# Athenaeum
Athenaeum foi uma revista literária semanal publicada em Londres entre 1828 e 1921. Tinha a reputação de incluir as crónicas e críticas dos melhores escritores da época. O seu fundador foi James Silk Buckingham.
A revista cresceu e expandiu-se até se converter num dos mais lidos e mais influentes periódicos da era vitoriana. Os temas tratados  incluíam literatura,  artes plásticas, música, teatro, ciência e política. Entre seus colaboradores, incluíam-se George Darley, Gerald Massey, Theodore Watts-Dunton e Arthur Symons. Já no século XX, escreveram nela Max Beerbohm, Edmund Blunden, T. S. Eliot, Robert Graves, Thomas Hardy, Aldous Huxley, Edith Sitwell, Julian Huxley, Katherine Mansfield e Virginia Woolf, entre outros. 